# Кийкти
Кийкти (каз. Киікті) — село в Шетском районе Карагандинской области Казахстана.

## География
Село расположено на берегу реки Мойынты. Есть железнодорожная станция Киик на линии Караганда—Мойынты. В 20 км к юго-западу от села находятся могильники Ельшибек эпохи бронзы.
В 35 км к юго-западу от села находится ударный (метеоритный) кратер Шунак (кратер).

## Административная принадлежность
Административный центр и единственный населённый пункт Кийктинского сельского округа. Код КАТО — 356481100.
Ранее существовало село Акжартас, располагавшееся в 2 км к северо-востоку от станции Киик, село было упразднено в межпереписной период 1989—1999 гг..
Указом Президиума Верховного Совета КазССР от 14 сентября 1938 г. н.п. Балхашского горсовета при железнодорожной станции Моинты Караганда - Балхашской железной дороги был отнесён к  категории рабочих поселков с образованием в нём рабоче-поселкового Совета, в обслуживание которого было включено население рудника флюсов на станции Киик.
Решением Карагандинского облисполкома от 17 ноября 1961 г. был образован Босагинский  сельсовет, которому в административное подчинение была передана железнодорожная станция Киик.
Решением Джезказганского облисполкома от 13 февраля 1975 г. н.п. Киик Мойинтинского поссовета был передан в административное подчинение Босагинскому сельсовету.
Решением Джезказганского облисполкома от 26 ноября 1986 г. был образован Киикский сельсовет с центром в селе Киик за счет разукрупнения Босагинского сельсовета.
Указом президента Казахстана № 3483 от 3 мая 1997 г. в связи с упразднением Жезказганской области село включено в состав Карагандинской области. Постановлением Правительства РК № 865 от 23 мая 1997 г. территория Агадырского района была включена в состав Шетского района. Решением Шетского районного маслихата от 9 сентября 1997 г. был ликвидирован Киикский сельский округ, село Киик было передано в административное подчинение поселка Моинты. Согласно материалам переписи 1999 года село находилось в административном подчинении поселковой администрации посёлка Мойынты, согласно Энциклопедии Карагандинской области издания 2006 года село сохраняло административную ринадлежность посёлку Мойынты. Совместным постановлением акимата Карагандинской области от 7 декабря 2007 года № 27/06 и решением III сессии маслихата Карагандинской области от 14 декабря 2007 года № 49, зарегистрированным Департаментом юстиции Карагандинской области 14 января 2008 года № 1838 село было выведено из адмиинистративного подчинения посёлка Мойынты и был образован сельский округ с центром в селе Кийкти, в административное подчинение округа были переданы населенные пункты (при соответствующих железнодорожных станциях) Аркарлы и Акшагыл.

## Наименование
Наименование села происходит от казахского слова каз. Киік — сайга, название посёлка переводится «местность, где водятся сайгаки».

## Население
В 1999 году население села составляло 1020 человек (509 мужчин и 511 женщин). По данным переписи 2009 года, в селе проживал 951 человек (497 мужчин и 454 женщины).